# ايلايدا اكدوغان
ايلايدا اكدوغان (مواليد 21 يوليو 1998) هي ممثلة تركية بدأت مسيرتها الفنية عام 2004، أشتهرت لدورها في فيلم موستانغ.

## روابط خارجية
- ايلايدا اكدوغان على موقع IMDb (الإنجليزية)
- ايلايدا اكدوغان على موقع ميتاكريتيك (الإنجليزية)
- ايلايدا اكدوغان على موقع روتن توميتوز (الإنجليزية)
- ايلايدا اكدوغان على موقع قاعدة بيانات الأفلام العربية
- ايلايدا اكدوغان على موقع ألو سيني (الفرنسية)
- ايلايدا اكدوغان على موقع أول موفي (الإنجليزية)
- ايلايدا اكدوغان على موقع قاعدة بيانات الفيلم (الإنجليزية)
- ايلايدا اكدوغان على موقع كينوبويسك (الروسية)